# Раховец
Раховец (Ряховец) е крепост, съществувала в периода III-XV век сл. Хр. в Северна България, недалече от съвременния град Горна Оряховица.

## География
Останките на крепостта се намират на 3 км западно от град Горна Оряховица и около 7 км северно от Велико Търново, на 115 м надморска височина, върху северните склонове на Арбанашкото плато. Релефните дадености, голямата денивелация и начупеността на терена са предоставяли необходимите условия за строежа на бъдещата крепост. Вероятно местоизбирането точно на това възвишение е било продиктувано и от близко минаващата река Янтра, която в тази си част прави голям завой на изток, като по този начин откъсва значително пространство от започващата на север Дунавска равнина. Създаващият се удобен брод за предмостово укрепление и започващата от десния бряг на реката планинска верига на Хемус е допълвала предназначението, което е трябвало да изпълнява построената на това място крепост „Ряховец“.

## История

### Античност
Археологически разкопки идентифицират най-ранен културен пласт от ранната желязна епоха.
През III и IV век римляните строят крепости за охрана на пътищата в провинция Мизия (Северна България) – тогава в границите на Римската империя. Една от тези крепости по-късно е наречена Рахова. Названието „Ряховица“ според някои изследователи произлиза от думата „орех“, а според други – от персийската дума „рах“ (път, друм).

### Средновековие
Най-ранните писмени сведения са в „История“ на византийския хронист Георги Пахимер, описвайки събитията след битката при р. Скафида (р. Факия). След въстанието на Асен и Петър и обявяването на новата престолнина Търново през 1199 г. Раховец започва да изпълнява ролята на централна крепост в северния отбранителен пръстен, пазещ столицата от най-критичната посока – Дунавския лимес. Друго упоменаване на крепостта е в поемата на Михаел Бехайм от 1460 г., в която е описан походът на полско-унгарския крал Владислав ІІІ Ягело в българските земи през 1444 г. и превземането на „замъка Рахауч“. Пръв, който отъждествява топонима „Рахауч“ със средновековната крепост Ряховица, е Константин Иречек.

## Археология
Първото подробно описание на крепостта е дело на Карел Шкорпил, който я нарича Кале пещерите. Авторът посочва и особено важното значение за защитата на средновековната столица Търновград.
Първите археологически проучвания на крепостта са проведени в периода 1985 – 1991 г. в два
сектора: крепостни стени (главна югоизточна порта, източна и западна крепостни стени, северна и западна
порта, северна бойна кула) и южно подножие на крепостта. През 2015 г. разкопките са възстановени с добавяне на нов сектор: вътрешна част на крепостта и е поставена нова план-квадратна мрежа. Проучванията сочат, че последното преустройство на укреплението е настъпило през ХІІІ–XIV в.